# Adolf Urban
Adolf Urban (* 9. Januar 1914 in Gelsenkirchen; † 27. Mai 1943 in Alexino bei Staraja Russa, Russische SFSR, Sowjetunion), Spitzname „Ala“, war ein deutscher Fußballspieler. Der Offensivspieler des FC Schalke 04 gewann mit den „Königsblauen“ in den Jahren 1934, 1935, 1937, 1939 und 1942 fünf Endspiele um die Deutsche Meisterschaft. Von 1935 bis 1942 bestritt er 21 Länderspiele für die A-Nationalmannschaft und erzielte elf Tore. Er war Spieler der legendären Breslau-Elf, die 1937 die Nationalmannschaft Dänemarks mit 8:0 besiegte.

## Karriere

### Vereine
Urban, „einer der besten Spieler, die der FC Schalke 04 jemals hervorgebracht hat“, gehörte zu der großen Gruppe Schalker Spieler, deren Eltern aus Ostpreußen ins Ruhrgebiet gezogen waren, Vater und Mutter Urban stammten aus dem Landkreis Allenstein. Urbans Spitzname „Ala“ ist eine Abkürzung polnischen Ursprungs für den Namen „Adolf“. Das Eigengewächs der Schalker war 1926 deren Jugendabteilung beigetreten. Nach einem kurzen Zwischenspiel beim Arbeitersportklub Schalke 24 gehörte er ab der Runde 1933/34 der Meistermannschaft der „Knappen“-Elf an, die souverän die Gauliga Westfalen dominierte. Der vielseitige rechtsfüßige Offensivspieler bildete mit Ernst Kuzorra und Fritz Szepan den so genannten Schalker Kreisel. „[A]ngeschnittene Schüsse ins lange Toreck sowie mitreißende Alleingänge“ waren seine Spezialität. Mit den Schalkern wurde er fünfmal Deutscher Meister.
Beim ersten Gewinn der Deutschen Meisterschaft am 24. Juni 1934 in Berlin gegen den 1. FC Nürnberg war der enorm dynamische und vor Spielwitz sprühende Blondschopf noch als Halbrechts in der Elf von Trainer Hans „Bumbes“ Schmidt im Einsatz. Der Ex-Nationalspieler aus Nürnberg schulte den Angreifer danach – gegen Urbans Willen, bedingt auch durch eine Verletzung des vormaligen Linksaußen Emil Rothardt – aber erfolgreich zum Außenstürmer am linken Flügel um. Auf dieser Position – mit den Sturmpartnern Ernst Kalwitzki, Rudolf Gellesch, Ernst Poertgen und Ernst Kuzorra – eröffnete er bei der Titelverteidigung im Meisterschaftsfinale 1935 nach einem Sololauf den Torreigen beim 6:4 gegen den VfB Stuttgart. Auf Linksaußen debütierte er dann auch wenige Wochen später, am 18. August 1935, beim Doppelländerspieltag gegen Luxemburg in der Nationalmannschaft. Mit ihm debütierten auch Franz Elbern und Rudolf Gellesch beim 1:0-Erfolg gegen das Großherzogtum in der Nationalelf. Die Auswahl der „Etablierten“ gewann zur gleichen Zeit in München mit 6:0 gegen die Nationalmannschaft Finnlands. Der Wormser „Seppl“ Fath stürmte dabei auf Linksaußen.
Mit dem Gewinn der dritten Deutschen Meisterschaft, durch den 2:0-Erfolg am 20. Juni 1937 gegen den 1. FC Nürnberg, revanchierten sich die Schalker für die Halbfinalniederlage gegen den „Club“ aus dem Vorjahr, als sie dann mit dem 3. Platz nach einem 8:1-Sieg gegen Vorwärts-Rasensport Gleiwitz vorliebnehmen mussten. Der Erfolg im Tschammerpokal 1937, das Finale fand erst am 9. Januar 1938 in Köln-Müngersdorf vor 72.000 Zuschauern gegen den West-Rivalen Fortuna Düsseldorf statt, krönte das Spieljahr 1936/37.
Durch eine Meniskusverletzung konnte Urban wie sein Abwehrspieler Otto Schweisfurth nicht an den Endrundenspielen 1938, auch an den zwei Finals gegen Hannover 96, teilnehmen. Für ihn stürmte Willi Mecke am linken Flügel. Als Schalke am 18. Juni 1939 mit dem unerwartet hohen 9:0-Sieg gegen SK Admira Wien, zum vierten Mal die Victoria gewinnen konnte, agierte Urban aber wieder auf Linksaußen.
Seit 1935 war der gelernte Anstreicher Soldat der Wehrmacht. Er war seit Kriegsbeginn 1939 im Einsatz und gastierte ab Januar 1940 beim BuEV Danzig und später beim VfB 03 Bielefeld. Daher stand Urban Schalke in der Endrunde 1940 nur am 9. Juni im Spiel in Leipzig gegen Fortuna Düsseldorf zur Verfügung und konnte 1941 überhaupt nicht eingesetzt werden. Im Frühjahr 1942 war Urban als Unteroffizier in der Kesselschlacht von Demjansk beteiligt und erhielt daraufhin Heimaturlaub. Zur Meisterschaftsendrunde ab Mai 1942 gehörte Urban nochmals der Stammformation der „Königsblauen“ an, lediglich beim Zwischenrundenspiel am 7. Juni gegen die SS-Sport-Gemeinschaft Straßburg wurde er durch den jungen Karl Barufka am linken Flügel ersetzt. Seinen fünften Finalerfolg um die Deutsche Meisterschaft erlebte er am 5. Juli in Berlin mit dem 2:0-Erfolg gegen First Vienna Wien. Es war gleichzeitig das letzte Endrundenspiel für den Mann aus Schalke.
In der Saison 1942/43 stand er seinem Verein bis Februar 1943 in allen sechs Spielen des Pokalwettbewerbs – das Finale verloren die Schalker gegen den TSV 1860 München – sowie noch in zehn Gauligaspielen, in denen er ebenso viele Tore erzielte, zur Verfügung. Sein letztes Spiel bestritt er im Frühjahr 1943 gegen Hertha BSC vor 70.000 Zuschauern. Das Infanterie-Regiment 422, dem er 1942/43 angehörte, war weiter in die Kämpfe um Demjansk an der Ostfront verwickelt. Im Mai 1943 ereilte den Träger des Eisernen Kreuzes der Tod. Er erlag trotz einer sofortigen Operation am Hauptverbandsplatz Alexino bei Staraja Russa am Ilmensee einer Kopfverletzung und einem Lungenschuss.
Schon 1942 hatte Urban geahnt: 

„Ich werde den Krieg wohl nicht überstehen.“

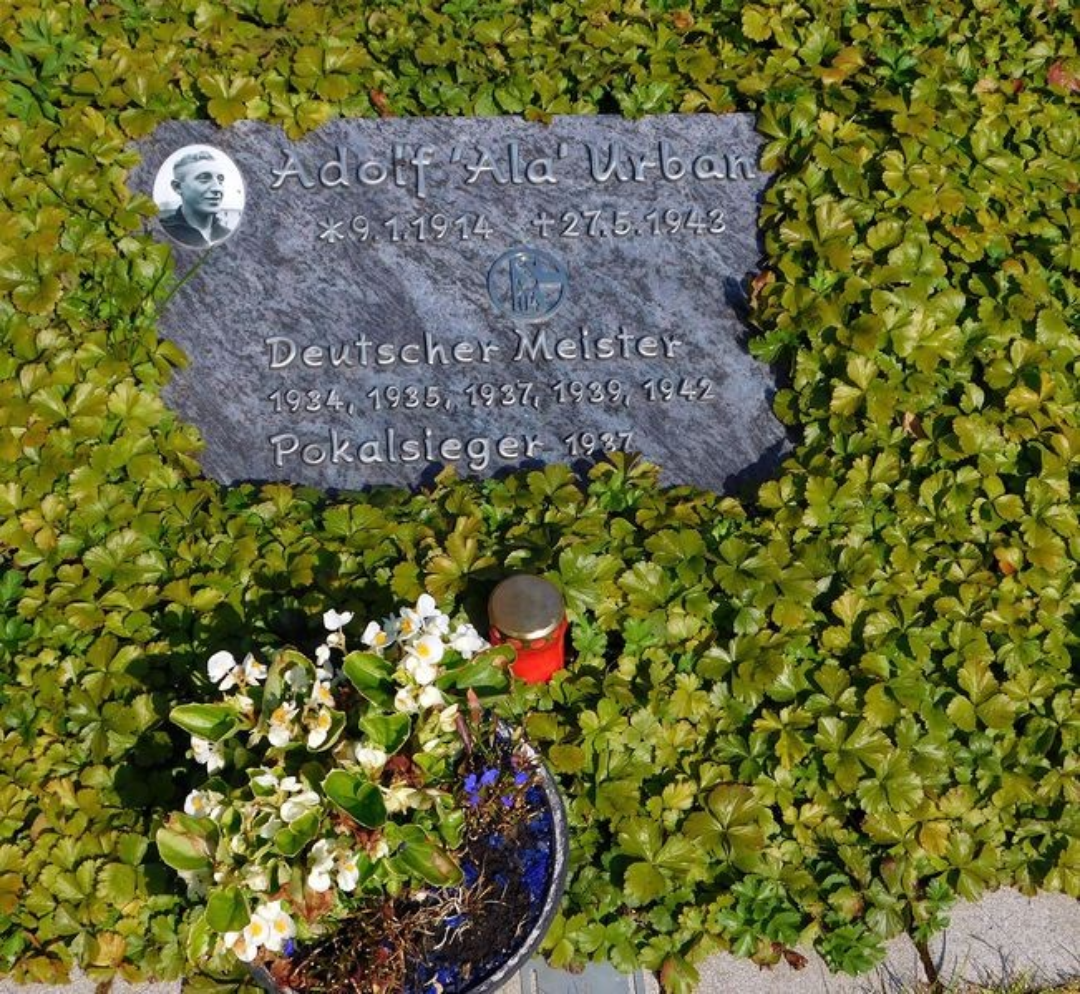
Grabstelle Adolf Urbans auf dem Schalker Fan-Friedhof

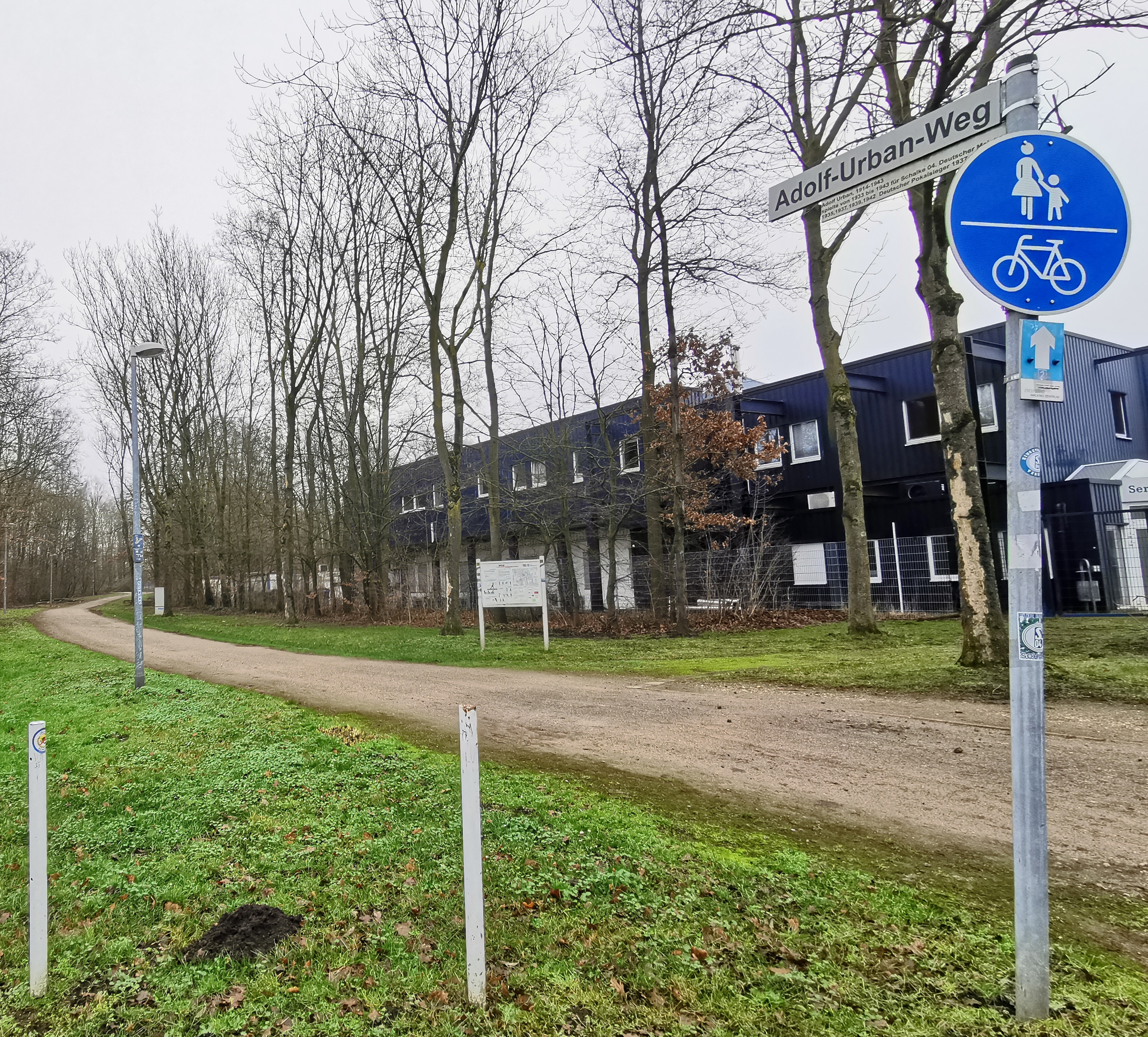
Adolf-Urban-Weg

Für 70 Jahre fand er seine Ruhestätte in der Kriegsgräberstätte Korpowo, ehe der Aufsichtsratsvorsitzende des FC Schalke 04, Clemens Tönnies, am 29. Juni 2013 auf der Jahreshauptversammlung des Vereins ankündigte, dass die sterblichen Überreste Urbans aus Russland überführt und in Gelsenkirchen beigesetzt werden sollen, was im November 2013 auch geschah.
Der langjährige Angriffsspieler des FC Schalke 04 mit Zug zum Tor bewies seine Treffsicherheit mit 79 Toren in 80 Gauligaspielen sowie 30 Toren in 47 Endrundenspielen um die Deutsche Meisterschaft. Das Sport-Magazin schwärmte noch im Jahr 1958 über den Schalker Angreifer: „Er war ein Flügelstürmer, wie wir ihn vielleicht alle 50 Jahre einmal zu sehen bekommen. Schnell, rasant in seinen Flankenläufen, ein ausgezeichneter Techniker und Dribbelkünstler und ein wahrer Meisterschütze.“ Der Kicker beurteilte die Spielweise von Urban so:

„Er bringt von Natur aus das unbändige Temperament und den Drang zum Tor mit. Er findet sich außen und innen ebenso gut zurecht. Seine erstaunliche Vielseitigkeit gefällt uns am besten an ihm. Für ihn gibt es im Spiel keine Rätsel.“

Urban gehörte zu den populären Spitzensportlern, deren Einsatz als Soldat von der NS-Propaganda besonders herausgestellt wurde. So kam er in Uniform auf die Titelseite des damals gleichgeschalteten Kicker. Auf seinen „Heldentod“ verwies die NS-Propaganda wiederholt. Stefan Goch und Norbert Silberbach notieren dazu:

„In der zweiten Kriegsphase, insbesondere ab Ende 1942 und dann 1943 wurde nur noch wenig Rücksicht auf die Schalker Fußballspieler genommen, auch der Fronteinsatz blieb ihnen nicht erspart. Sowohl der Kriegs- bzw. Fronteinsatz der bekannten Sportler wie in einigen Fällen dann noch ihr Tod eigneten sich ebenso für die nationalsozialistische Propaganda, die damit die vermeintliche Gleichheit in der Volksgemeinschaft inszenierte und den Heldentod verherrlichte.“

Als Soldat der Wehrmacht war Urban außer in Danzig später beim VfB 03 Bielefeld und Sturm Bielitz als Gastspieler im Einsatz.

### Nationalmannschaft
Nachdem „Ala“ Urban sich bereits im Februar 1935 in der Gauauswahl von Westfalen im Bundespokal gegen Brandenburg ausgezeichnet hatte, debütierte er am 18. August 1935 beim Länderspiel gegen Luxemburg in der Fußballnationalmannschaft. In seinem zweiten Länderspiel, am 15. März 1936 in Budapest gegen Ungarn, erzielte er sein erstes Tor in der DFB-Auswahl. Der Mann von Schalke 04 nahm 1936 unter Reichstrainer Otto Nerz an den Olympischen Spielen in Berlin teil. Auf Halblinks spielend bildete er dabei mit dem Münchner Wilhelm Simetsreiter den linken Flügel der deutschen Mannschaft, die aber durch eine überraschende 0:2-Niederlage am 7. August 1936 gegen Norwegen aus dem Turnier ausscheiden musste. Seine weitere Nationalmannschaftskarriere wurde dadurch aber nicht verhindert. Am 15. November des gleichen Jahres gehörte er dem DFB-Team an, das in Berlin gegen Weltmeister und Olympiasieger Italien durch zwei Tore von Mittelstürmer Otto Siffling ein 2:2-Remis erreichte. Zu einem Höhepunkt der Geschichte der Nationalmannschaft bis zu diesem Zeitpunkt wurde das Länderspiel am 16. Mai 1937 in Breslau gegen Dänemark. Nach einem begeisternd herausgespielten 8:0-Erfolg sprach man von nun an von der „Breslau-Elf“.
1937 folgten noch die drei Länderspiele gegen Finnland (2:0), Norwegen (3:0) und Schweden (5:0). In seinem zehnten Länderspiel erzielte er am 29. Juni 1937 im WM-Qualifikationsspiel gegen Finnland ein Tor. Bei der „Olympiarevanche“ am 24. Oktober 1937 gegen Norwegen zeichnete sich der Waldhof-Stürmer Otto Siffling als dreifacher Torschütze aus und beim souverän herausgespielten 5:0-Heimerfolg in Hamburg im weiteren Qualifikationsspiel zur Fußballweltmeisterschaft 1938 gegen Schweden debütierte Helmut Schön mit zwei Toren in der ansonsten unveränderten „Breslau-Elf“.
Im Sommer 1938 verpasste der Nationalstürmer durch eine Meniskusverletzung mit Schalke 04 die Endrunde um die deutsche Meisterschaft und mit der Nationalmannschaft das Weltmeisterschafts-Endturnier in Frankreich. Seine Rückkehr in die Nationalmannschaft feierte Urban am 26. Februar 1939 beim 3:2-Sieg in Berlin gegen Jugoslawien. Er spielte auf Linksaußen und erzielte in der 36. Spielminute den Ausgleichstreffer zum zwischenzeitlichen 1:1. Sein nächstes Länderspiel fand am 22. Juni 1939 gegen Norwegen (4:0) in Oslo statt, wobei er wiederum ein Tor erzielte. Mit Beginn des Zweiten Weltkriegs am 1. September 1939 wurde er in den Kriegseinsatz geschickt. Trotzdem konnte er unter Reichstrainer Sepp Herberger in jenem Jahr noch an den drei Länderspielen gegen Jugoslawien (15. Oktober), Bulgarien (22. Oktober) und gegen Böhmen-Mähren (12. November) teilnehmen. Danach konnte er durch seine Kriegsverwendung nur noch am 5. Mai 1940 in Mailand beim Spiel gegen Italien mitwirken. Vom 26. November 1939 bis zum 20. September 1942 trug die Nationalmannschaft 27 Kriegs-Länderspiele ohne den Mann von Schalke 04 aus. Im Oktober und November 1942 kam Urban dann nochmals in den Spielen gegen die Schweiz (5:3) und Kroatien (5:1) zum Einsatz. Das 197. Länderspiel in der DFB-Historie fand in Stuttgart statt, der deutsche Angriff setzte sich beim 5:1 gegen Kroatien aus Ernst Lehner, Fritz Walter, Ernst Willimowski, Urban und August Klingler zusammen. Für „Ala“ Urban war es das 21. Länderspiel und mit dem 22. November 1942 endete vorübergehend die Länderspielgeschichte des DFB, ehe nach dem Zweiten Weltkrieg, am 22. November 1950 in Stuttgart, beim Spiel gegen die Eidgenossen aus der Schweiz, eine neue Zeitrechnung begann.